# Slanina
Slanina je suhomesnati proizvod od dimljenog i usoljenog svinjskog mesa. 
Slanina od sirovog svinjskog mesa, najčešće s trbuha, nareže se na veće komade od 2 do 3 kg. Ako će se slanina koristiti kao narezak, soli se dva do tri tjedna, a poslije se dimi oko dva tjedna. Slanina predviđena za kuhanje, stavi se u salamuru oko 8 do 10 dana. Zatim se dimi 6 do 8 dana.
Nakon obrade, ponekad se mora i kuhati prije jela, ovisno o vrsti slanine. Sastoji se od mesnog (crveni dio) i masnog dijela (bijeli dio). Jede se dimljena, kuhana, pržena, pečena i kao dodatak drugim jelima.
Muslimani i Židovi ne jedu slaninu svinjskog porijekla, nego rade slaninu od goveđeg, ovčjeg ili nekog drugog mesa.
Meso od kojeg se radi slanina, mora se testirati protiv triheneloze. Ako i postoje uzročnici trihineloze, pravilnim postupkom prerade, dimljenjem, kuhanjem, pečenjem bit će uništeni. 
Dimljenjem, slanina dobiva karakterističan okus, miris te zlatno-žutu boju. Dim ima antioksidativni i bakteriocidni učinak. Dobro obrađena slanina ima čistu površinu bez plijesni, pravilan oblik; mesnati dijelovi su svijetlocrvene do tamnocrvene boje, a masno tkivo plastično i bijele boje. 
Suhomesnati proizvodi slični slanini su: panceta, šunka i pršut.